# فهرست اسلام‌آورندگان

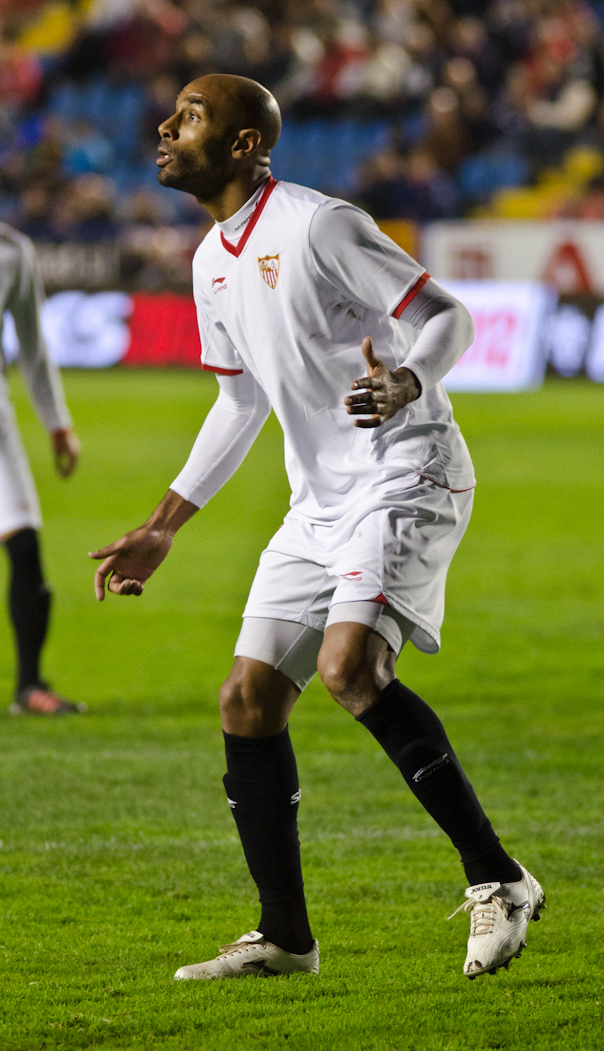
فردریک کانوته

ذیلاً فهرستی از کسانی است که از دین دیگری یا بدون دین به اسلام گرویده‌اند. این مقاله فقط به اظهارات مذهبی گذشته توسط افراد ذکر شده می‌پردازد و هدف آن پرداختن به ملاحظات قومی، فرهنگی یا دیگر نیست.
- کریم عبدالجبار
- عبدالملک (خواننده رپ)
- نیکولا آنلکا
- لوئیس آرکت
- محمد اسد
- محمد علی کلی
- محمود عبدالرئوف
- بابا علی
- ایوان عقیلی